# Bylica boże drzewko
Bylica boże drzewko (Artemisia abrotanum L.) – gatunek rośliny z rodziny astrowatych. Pochodzi z południowo-zachodniej Europy (Hiszpania, Francja, Włochy). Został szeroko rozprzestrzeniony w pozostałej części tego kontynentu, w Ameryce Północnej i Azji. W polskiej florze jest kenofitem, występuje na rozproszonych stanowiskach w całym kraju, częściej w okolicy Wrocławia.

## Morfologia

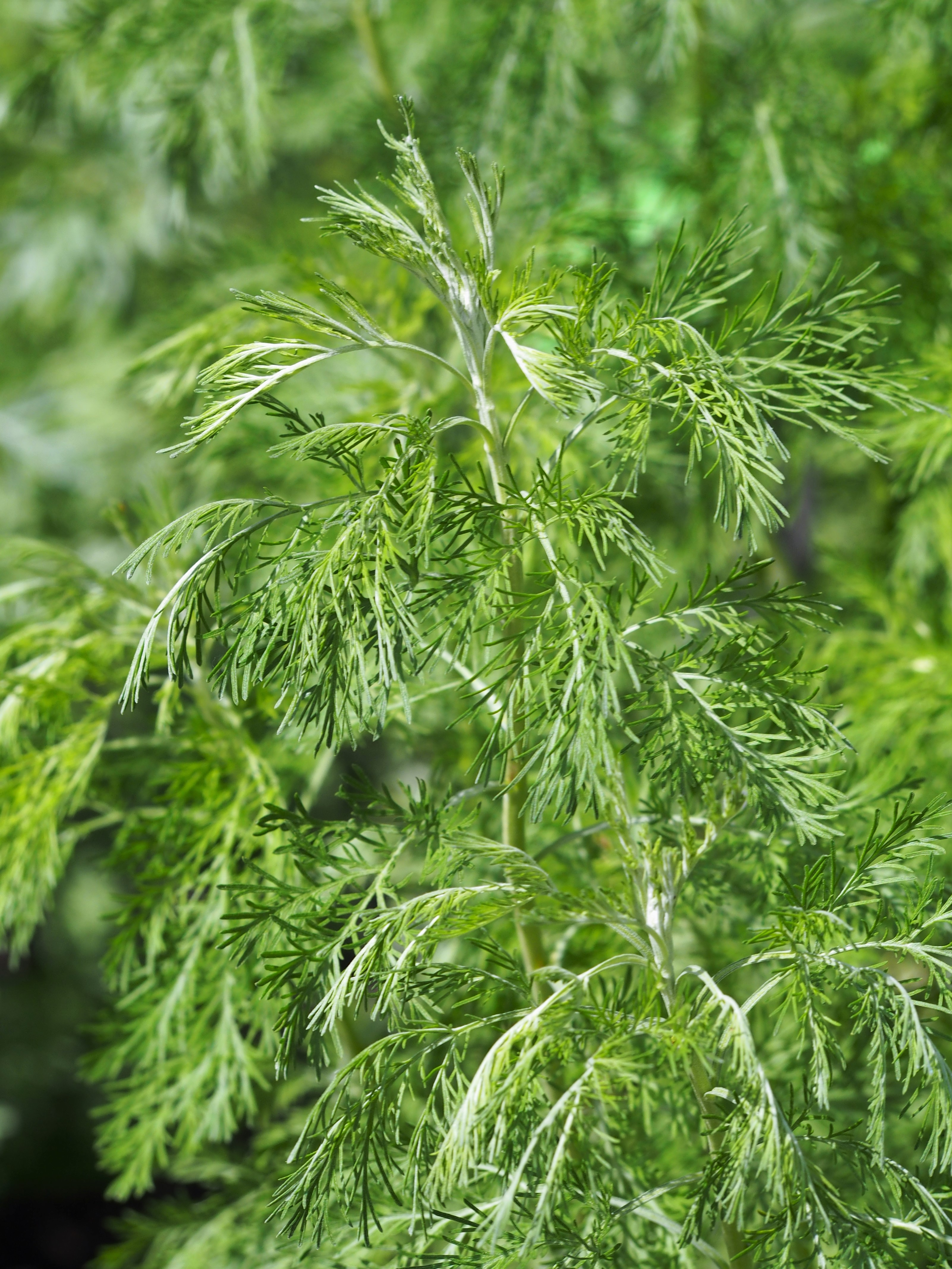
Liście

PokrójPółkrzew o prosto wzniesionych łodygach osiągających od 0,7 do 1,5 metra wysokości i rozgałęziających się. W dolnej, drewniejącej części brunatne, w górze nagie i pokryte woskiem.
KorzeńPalowy, gruby i drewniejący.
LiścieOgonkowe lub siedzące, o długości od 2 do 5 cm, bez uszek u nasady. Blaszki dwukrotnie pierzasto-sieczne (wyższe pojedynczo pierzaste, a najwyższe niepodzielone) z nitkowatymi łatkami, sinozielone, górą nagie, spodem szaro owłosione.
KwiatyZebrane w drobne koszyczki o średnicy 1,5–3 mm, wyrastające na krótkich szypułkach, zwisające i tworzące wąską, ale też luźną wiechę. Zewnętrzne listki okrywy lancetowate, wewnętrzne podługowate i tępe, obłonione i krótko owłosione. Kwiaty w koszyczkach żółte, zewnętrzne żeńskie, środkowe obupłciowe.
OwoceDrobne niełupki (do 0,8 mm długości i 0,4 mm szerokości), jajowate i spłaszczone.
Gatunki podobneW Europie Środkowej byliny o liściach podzielonych na nitkowato wąskie odcinki ma bylica polna A. campestris różniąca się bezwonnymi pędami i brakiem woni. Bylica pontyjska A. pontica i austriacka A. austriaca mają szarawo i białawo kutnerowate liście. Wszystkie trzy gatunki mają też w nasadzie liści wyraźne uszka lub pierzaste łatki, których brak u bożego drzewka.

## Biologia i ekologia
Półkrzew, chamefit lub nanofanerofit. Kwitnie od sierpnia do października. Wszystkie części rośliny wydzielają silny, specyficzny balsamiczno-korzenny zapach, określany jako podobny do zapachu Coca-Coli.
Na obszarach introdukcji jest rośliną ruderalną – dziczeje na przychaciach, przypłociach, na starych cmentarzach. Liczba chromosomów 2n= 18.

## Zastosowanie
- Roślina lecznicza:
  - Surowiec zielarski: ziele. Zawiera m.in.: olejek eteryczny (do 2,5%), związki kumarynowe, żywice, kwasy organiczne (w tym kawowy), garbniki (do 6%), gorycze, alkaloid abrotanina, sole mineralne i niewielkie ilości prowitaminy A oraz witaminy C.
  - Działanie: przejawia głównie działanie żółciopędne i ułatwiające przepływ żółci z pęcherzyka żółciowego do dwunastnicy. Dalej – wzmaga wytwarzanie soków trawiennych. Działa słabo moczopędnie, przeciwzapalnie oraz ściągająco, napotnie i przeciwrobacznie. Lek stosuje się w postaci naparu (1 łyżeczka suszu na 1 szklankę wrzątku, parzyć pod przykryciem 10 – 15 minut) pitego po 1/4 szklanki 2 – 3 razy dziennie w rozmaitych schorzeniach i dolegliwościach. Napar jest stosowany przy chorobach wątroby, pęcherzyka żółciowego i dróg żółciowych (zastojów żółci, stanów skurczowych), także w niedokwaśności, zapaleniu żołądka, jelit i lekkich biegunkach.
  - W medycynie ludowej herbatki z ziela bożego drzewka używane były jako środek pobudzający apetyt, dobroczynnie oddziałujący jednocześnie na przebieg procesów trawiennych i przeciw robakom, oraz pobudzający macicę. Dawniej miał on też zastosowanie w dychawicy, gośćcu, nieregularnym miesiączkowaniu i przeziębieniu (ze względu na właściwości napotne). Zewnętrznie używano go, w połączeniu z mąką jęczmienną i olejem roślinnym (utrzeć równe wagowo części składników na jednolitą masę) do robienia okładów na obrzęki i powiększone gruczoły.
- Roślina kosmetyczna. Ziele stosowane jest jako dodatek do kąpieli o działaniu wzmacniającym, poprawiających krążenie w skórze[8].